# Pietro Gabrielli
Pietro Gabrielli SDB (Pove del Grappa, 17 de março de 1931) é Vigário Apostólico Emérito de Méndez.
Pietro Gabrielli ingressou na Ordem Salesiana de Dom Bosco e foi ordenado sacerdote em 29 de junho de 1962. 
João Paulo II o nomeou Vigário Apostólico de Méndez e Bispo Titular de Taparura em 1º de julho de 1993. O núncio apostólico no Equador, Francesco Canalini, o ordenou bispo em 19 de setembro do mesmo ano; Co-consagrantes foram Teodoro Luis Arroyo Robelly SDB, Vigário Apostólico Emérito de Méndez, e Frumencio Escudero Arenas, Vigário Apostólico de Puyo.
Em 15 de abril de 2008, o Papa Bento XVI aceitou seu pedido de demissão relacionado à idade.